# 小绿背织雀
小绿背织雀（学名：Nesocharis shelleyi）是梅花雀科绿背织雀属的一种，分布于非洲的喀麦隆、赤道几内亚和尼日利亚。其全球活动范围有55,000平方千米。该物种的保护状况被评为无危。